# Papaz (Uroševac)
Pour les articles homonymes, voir Papaz.
Papaz en albanais et Papaz en serbe latin (en serbe cyrillique : Папаз) est une localité du Kosovo située dans la commune/municipalité de Ferizaj/Uroševac, district de Ferizaj/Uroševac (Kosovo) ou district de Kosovo (Serbie). Selon le recensement kosovar de 2011, elle compte 516 habitants, tous albanais.

## Démographie

### Évolution historique de la population dans la localité
| 1948 | 1953 | 1961 | 1971 | 1981 | 1991 | 2011 |
| ---- | ---- | ---- | ---- | ---- | ---- | ---- |
| 233  | 295  | 315  | 336  | 397  | 589  | 516  |

|  |